# 호리코시촌 (아오모리현)
호리코시촌(堀越村)은 아오모리현 나카쓰가루군에 놓여졌던 촌이다.